# La Cañada de Verich
La Cañada de Verich  (katalanisch: La Canyada de Beric) ist eine spanische Gemeinde in der Provinz Teruel der Autonomen Region Aragón. Sie liegt in der Sierra de la Ginebrosa rund 27 Kilometer südlich von Alcañiz im Süden der Comarca Bajo Aragón (Baix Aragó) im überwiegend katalanischsprachigen Gebiet der Franja de Aragón. 2024 hatte die Gemeinde 80 Einwohner.

## Geografie
In dem Ort wird Kaolin abgebaut.

## Geschichte
Der Ort wird im Jahr 1243 als Cannate de Berage erwähnt.

## Sprache
Die hier und in den Gemeinden Torrevelilla, Aguaviva und Las Ginebras gesprochene katalanische Mundart (Parlar d'Aiguaiva) weist einige Besonderheiten auf.

## Einwohner
| 1991 | 1996 | 2001 | 2006 | 2011 | 2013 |
| ---- | ---- | ---- | ---- | ---- | ---- |
| 112  | 106  | 100  | 104  | 112  | 94   |

## Sehenswürdigkeiten
- Fuente del Regall
- Rathaus
- Pfarrkirche San Blas
- Einsiedelei del Pilar
- Ater Backofen
- Museum der Ölmühle.[4]